# Lacina Traoré
Lacina Emeghara Traoré (* 20. Mai 1990 in Abidjan) ist ein ehemaliger ivorischer Fußballspieler. Lacina Traoré galt als klassischer Mittelstürmer.

## Karriere

### Verein
Traoré begann seine Karriere in der Jugendabteilung von ASEC Mimosas. 2006 wechselte er zu Stade d’Abidjan in die erste ivorische Liga. Im Januar 2008 wechselte Traoré in die rumänischen Liga 1 zu CFR Cluj. Am 4. April 2009 gab er sein Debüt in der Liga 1, als er beim 3:0-Sieg gegen FC Vaslui für Yssouf Koné in der 90. Spielminute eingewechselt wurde. Traoré schoss sein erstes Tor für CFR Cluj am 18. April 2009 beim 1:0-Sieg gegen Farul Constanța.
Im Januar 2011 verließ Traoré nach drei Jahren Cluj und wechselte zum Aufsteiger Kuban Krasnodar in die russische Premjer-Liga. In der Saison 2011/12 schoss Traoré 17 Tore. Hinter Seydou Doumbia und Alexandr Kerzhakov war er drittbester Torschütze.
Im Juni 2012 wechselte Traoré für rund 18 Millionen Euro innerhalb der ersten russischen Liga zu Anschi Machatschkala. Nachdem er in der Saison 2012/13 in insgesamt 39 Spielen für den Verein 17 Tore schoss, lief die Saison 2013/14 deutlich schlechter für ihn. Er stand in der Hinserie nur noch siebenmal auf dem Platz. In der Winterpause wechselte er für eine Ablöse von zehn Millionen Euro Traoré in die französische Ligue 1 zum AS Monaco. Er unterschrieb einen Vertrag bis zum 30. Juni 2018 und wurde bis zum Saisonende in die Premier League an den FC Everton verliehen. Verletzungsbedingt kam Traoré aber nur zu einem Einsatz in der Premier League. Zur Saison 2014/15 kehrte er nach Monaco zurück. Im Sommer 2016 wurde er bis Jahresende an ZSKA Moskau verliehen, für die zweite Saisonhälfte an Sporting Gijón in die spanische Primera División. Dort musste er am Ende der Saison 2016/17 mit seiner Mannschaft absteigen. Eine weitere Leihe führte ihn in der Saison 2017/18 zum französischen Erstligisten Amiens SC.
Nach der Rückkehr nach Monaco im Sommer 2018 endete der Vertrag und Traoré war einige Monate vereinslos, bevor er sich Ende Februar 2019 dem ungarischen Erstligisten Újpest FC anschloss. Am Ende der Saison wechselte er wieder nach Rumänien zu CFR Cluj und wurde mit dem Verein erneut rumänischer Meister. Im September 2020 unterschrieb Traoré beim türkischen Zweitligisten Bandirmaspor, verließ den Verein aber schon im Februar 2021 wieder und war anschließend fast ein Jahr vereinslos, bevor mit Varzim SC in der zweiten portugiesischen Liga einen neuen Verein fand. Schon im Juli 2022 stand er aber erneut ohne Verein da. Im Juli 2023 beendete er seine Karriere.

### Nationalmannschaft
Am 14. November 2012 gab er sein Länderspiel-Debüt für die Elfenbeinküste im Testspiel gegen Österreich. Nach seiner Einwechslung zur Zweiten Halbzeit markierte er den 3:0-Siegtreffer. Im Januar 2015 wurde er von Trainer Hervé Renard in den ivorischen Kader für die Afrikameisterschaft berufen. Er kam im Halbfinale gegen die Demokratische Republik Kongo zum Einsatz und wurde am 8. Februar 2015 durch einen Finalsieg im Elfmeterschießen gegen Ghana Afrikameister. Insgesamt kam Traoré zwischen 2012 und 2015 in dreizehn Länderspielen der A-Nationalmannschaft zum Einsatz. 2017 stand er letztmalig ohne Einsatz im Kader.

## Erfolge
Nationalmannschaft
- Afrikameister: 2015

CFR Cluj
- Rumänischer Meister: 2010, 2020[7]
- Rumänischer Pokalsieger: 2009, 2010, 2011[7]